# Semivida (farmacologia)
La semivida d'eliminació, vida mitjana d'eliminació, o més senzillament semivida o vida mitjana (d'un fàrmac o substància), en farmacologia i en medicina, és el temps necessari perquè el cos elimini la meitat de la concentració plasmàtica d'una substància administrada. S'anota com a {\displaystyle t_{1 \over 2}\,}.
El concepte s'utilitza per mesurar l'eliminació de substàncies com metabòlits, fàrmacs i molècules de senyalització del cos. Típicament, la semivida biològica es refereix a la neteja natural del cos a través de la funció del fetge i mitjançant l'excreció de la substància mesurada pels ronyons i els intestins. Aquest concepte s'utilitza quan la taxa d'eliminació és aproximadament exponencial.
En un context mèdic, la semivida descriu explícitament el temps que triga la concentració plasmàtica en sang d'una substància a reduir a la meitat (vida mitjana plasmàtica) el seu estat estable quan circula per la totalitat de la sang d'un organisme. Aquest mesurament és útil en medicina i farmacologia perquè ajuda a determinar quant de medicament cal prendre i amb quina freqüència cal prendre'l si es necessita constantment una quantitat mitjana. En canvi, l'estabilitat d'una substància directa en plasma es descriu amb l'estabilitat plasmàtica que és essencial per assegurar una anàlisi precisa dels fàrmacs al plasma i per al descobriment de fàrmacs.
La relació entre les semivides biològica i plasmàtica d'una substància pot ser complexa depenent de la substància en qüestió, a causa de factors que inclouen l'acumulació de teixits (unió a proteïnes), metabòlits actius i interaccions amb els receptors.

## La semivida en eliminacions de primer ordre
Aquest procés és, en general, un procés  logarítmic de primer ordre. Per exemple; una quantitat que és eliminada en una proporció constant de l'agent per unitat de temps. En altres paraules, d'aquesta manera la disminució de la concentració d'aquest agent després d'una administració única ve donada per:
{\displaystyle C_{t}=C_{0}e^{-kt}\,}
- Ct és la concentració després d'un temps t
- C0 és la concentració inicial (t=0)
- k és la constant d'eliminació

La relació entre la constant d'eliminació i la semivida ve donada per:
{\displaystyle k={\frac {\ln 2}{t_{1/2}}}\,}
La semivida és determinada por la depuració (CL, de l'anglès clearance o aclariment) i el volum de distribució (VD), i sengles paràmetres es relacionen segons:
{\displaystyle t_{1/2}={\frac {{\ln 2}.{V_{D}}}{CL}}\,}

## La semivida en eliminacions d'ordre zero
En algunes circumstàncies, la semivida varia amb la concentració del medicament o droga. Per exemple, l'etanol pot ser ingerit en una quantitat suficient per saturar els enzims (bàsicament alcohol deshidrogenases) que el metabolitzen en el fetge, i per això és eliminat del cos a una taxa constant (eliminació d'ordre zero). D'aquesta manera, la semivida sota aquestes circumstàncies és proporcional a la concentració inicial de droga o medicament A0, i inversament proporcional a la constant d'eliminació d'ordre zero, k0, on:
{\displaystyle t_{1/2}={\frac {0.5A_{0}}{k_{0}}}\,}

## Semivida sensible al context
És el temps necessari perquè la concentració plasmàtica d'un medicament es redueixi a la meitat, després d'haver estat administrat en perfusió durant un període determinat, representant el context. Aquesta semivida varia amb el temps, sent habitualment major com més gran ha estat el període d'infusió. Per aquest motiu, no pot representar-se per una dada única, sinó per una corba que mostra l'evolució de la semivida respecte a el temps de perfusió.
Aquesta semivida, sensible al context, és important en anestesiologia i en altres especialitats mèdiques en què es fan servir fàrmacs molt potents, amb cinètica tricompartimental, administrats de forma contínua durant períodes variables. Alguns d'aquests fàrmacs, com el fentanil, presenten una semivida sensible al context, sent talla en perfusions de fins a una o dues hores, però s'eleva molt quan la perfusió es perllonga, retardant el despertar dels pacients. En canvi, altres fàrmacs, com el remifentanil, presenten una semivida sensible al context molt curta i que no s'altera substancialment amb perfusions de fins a deu hores o més, sent ideals en intervencions perllongades.